# Bilal Boutobba
Bilal Boutobba, né le 29 août 1998 à Marseille, est un footballeur franco-algérien. Il joue aux postes de milieu offensif ou d'attaquant à Hatayspor.

## Biographie

### Début à l'Olympique de Marseille
Natif de Marseille de la Cité des Tilleuls dans le 15e arrondissement, cadet d’une fratrie de quatre garçon, il est le neveu d'Adel Boutobba, international espoir et juniors en 1997 qui évolue notamment aux côtés de Thierry Henry, David Trezeguet ou encore Patrick Vieira.
C’est à la JS Arménienne St-Antoine en 2004 qu’il fait ses débuts après que son papa a reçu conseil du grand père paternel d’inscrire Bilal dans un club. En 2007, repéré par Serge Blasi recruteur de l’OM, il intègre l'Olympique de Marseille. Il arrive au centre de formation marseillais en poussins 2e année.
En 2014-2015, il évolue avec les moins de 17 ans et les moins de 19 ans. Le 14 décembre 2014 soit 3 jour après le décès de son grand père paternel, il devient le plus jeune joueur de l’histoire de l’OM en faisant ses grands débuts en Ligue 1 au Stade Louis-II contre l'AS Monaco lors d'une défaite un but à zéro, à 16 ans et trois mois. Il entre en effet en jeu à 84e minute en remplaçant Mario Lemina. Il porte de nouveau le maillot phocéen contre le Montpellier HSC, puis face à l'OGC Nice en janvier 2015 en entrant en jeu en fin de match.
En 2015-2016, il effectue, pour la première fois de sa carrière, la préparation avec l'équipe première de l'OM. Il marque d'ailleurs son premier but lors d'un match amical contre l'Étoile sportive du Sahel. Mais en seconde partie de saison et après n'avoir joué aucun match professionnel, il refuse de signer pro avec son club formateur.

### Départ au Séville FC
Le 18 juin 2016, Boutobba annonce son départ de Marseille pour le Séville FC pour évoluer dans un premier temps avec l'équipe réserve du club qui vient d'être promu en seconde division espagnole. Après avoir joué onze matchs la première saison, souvent en entrant en jeu en cours de match, il gagne du temps de jeu lors de la saison suivante et participe à vingt-deux rencontres dont la moitié en tant que titulaire. En deux saisons, il prend donc part à trente-trois rencontres en championnat sur quatre-vingt quatre possible et seulement titulaire à quatorze reprises.

### Débuts au Montpellier HSC
Le 21 septembre 2018, libre de tout contrat, il s’engage avec le MHSC. Utilisé la plupart du temps en équipe réserve, il est cependant dans le groupe pour la première fois en février 2019 contre le Paris SG sans entrer en jeu. Il entre en jeu quatre jours plus tard lors d'une défaite contre le Stade de Reims puis deux semaines plus tard contre le SCO Angers. Deux matchs en équipe première pour sa première saison au club, cinq fois dans le groupe sans entrer en jeu.
Sa seconde saison au club n'est pas mieux, il ne retrouve le groupe professionnel que lors de la 24e journée, presque un an sans avoir été appelé en équipe première et ne joue finalement qu'une seule fois lors d'une défaite un but à zéro à l'AS Monaco.

### Trois saisons avec les Chamois Niortais
En août 2020, il s'engage avec le Chamois niortais. Il trouve rapidement sa place au sein de l'équipe évoluant en Ligue 2 et participe pour la première fois de sa carrière à une saison complète en équipe première. Il prend en effet part à trente-cinq matchs de championnat et s'offre ses trois premiers buts professionnels face au FC Sochaux, au Paris FC et contre La Berrichone. Dix-huitième en fin de saison, le club se maintien lors des playoffs contre le FC Villefranche.
La saison suivante, il marque à sept reprises en trente-sept rencontres de championnats.
Pour sa troisième saison au club, il réalise sa meilleure saison en terme de statistiques avec onze buts et cinq passes décisives en trente-cinq matches mais cela ne suffit pas à maintenir le club qui termine à la dernière place de Ligue 2 et il quitte le club.

### Clermont Foot
Le 7 juin 2023, il retrouve la Ligue 1 en s'engageant avec le Clermont Foot 63 jusqu'en juin 2026. C'est pour lui la première saison complète de Ligue 1 après quelques matchs avec l'OM puis Montpellier et il prend part à vingt-sept rencontres dont dix comme titulaire et marque son premier but dans l'élite contre son club formateur lors d'une défaite cinq buts à un.
Après une saison au club et une relégation, il signe en Turquie en faveur du Hatayspor

### Sélections
Il porte pour la première fois le maillot de l'équipe de France des moins de 17 ans en octobre 2014 contre la Macédoine. Il marque son premier but sous le maillot bleu le 20 mars 2015 contre Israël offrant la victoire à la France (1-0). Il marque de nouveau contre l'Écosse deux mois plus tard. Il participe à l'Euro U17 en mai 2015 où la France se qualifie au second tour après trois victoires en trois matchs. Bilal Boutobba marque un but et offre trois passes décisives lors de ces matchs de poules. La France est championne d'Europe en battant l'Allemagne en finale (4-1) et après avoir éliminé l'Italie (3-0) en quart de finale et la Belgique (1-1, 2 tab 1) en demi finale. Bilal Boutobba finit meilleur passeur du tournoi avec cinq passes décisives.
En 2015, il joue son premier match avec l'équipe de France des moins de 18 ans face à l'équipe des moins de 18 ans du stade rennais lors du tournoi Lafarge à Limoges. Le 7 septembre, il marque contre l'Australie lors d'une victoire 6-0 et remporte le tournoi. Il fait partie du groupe français pour la Coupe du monde des moins de 17 ans où il prend part à quatre rencontres et marque deux buts avant d'être éliminé en huitième de finale.
En 2017, il participe au Festival International Espoirs en 2017 avec l'équipe de France. Il inscrit notamment deux buts.
Avec l'équipe de France des moins de 19 ans, il participe aux qualifications pour l'Euro mais la France échoue. Il est appelé en novembre 2017 en équipe de France des moins de 20 ans.

## Statistiques
Le tableau ci-dessous retrace la carrière de Bilal Boutobba depuis ses débuts professionnels :
| Saison                | Club                   | Championnat           | Championnat | Championnat | Championnat | Coupe(s) nationale(s) | Coupe(s) nationale(s) | Coupe(s) nationale(s) | Compétition(s) continentale(s) | Compétition(s) continentale(s) | Compétition(s) continentale(s) | Compétition(s) continentale(s) | Total | Total | Total |
| Saison                | Club                   | Division              | M.          | B.          | P.d.        | M.                    | B.                    | P.d.                  | Comp.                          | M.                             | B.                             | P.d.                           | M.    | B.    | P.d.  |
| 2014-2015             | Olympique de Marseille | Ligue 1               | 3           | 0           | 0           | -                     | -                     | -                     | -                              | -                              | -                              | -                              | 3     | 0     | 0     |
| 2015-2016             | Olympique de Marseille | Ligue 1               | -           | -           | -           | -                     | -                     | -                     | -                              | -                              | -                              | -                              | 0     | 0     | 0     |
| Sous-total            | Sous-total             | Sous-total            | 3           | 0           | 0           | -                     | -                     | -                     | -                              | -                              | -                              | -                              | 3     | 0     | 0     |
| 2016-2017             | Séville Atlético       | Liga Adelante         | 11          | 0           | 0           | -                     | -                     | -                     | -                              | -                              | -                              | -                              | 11    | 0     | 0     |
| 2017-2018             | Séville Atlético       | Liga Adelante         | 22          | 0           | 0           | -                     | -                     | -                     | -                              | -                              | -                              | -                              | 22    | 0     | 0     |
| Sous-total            | Sous-total             | Sous-total            | 33          | 0           | 0           | -                     | -                     | -                     | -                              | -                              | -                              | -                              | 33    | 0     | 0     |
| 2018-2019             | Montpellier HSC        | Ligue 1               | 2           | 0           | 0           | -                     | -                     | -                     | -                              | -                              | -                              | -                              | 2     | 0     | 0     |
| 2019-2020             | Montpellier HSC        | Ligue 1               | 1           | 0           | 0           | -                     | -                     | -                     | -                              | -                              | -                              | -                              | 1     | 0     | 0     |
| Sous-total            | Sous-total             | Sous-total            | 3           | 0           | 0           | -                     | -                     | -                     | -                              | -                              | -                              | -                              | 3     | 0     | 0     |
| 2020-2021             | Chamois niortais       | Ligue 2               | 35          | 3           | 6           | 2                     | 0                     | 0                     | -                              | -                              | -                              | -                              | 37    | 3     | 6     |
| 2021-2022             | Chamois niortais       | Ligue 2               | 37          | 7           | 9           | -                     | -                     | -                     | -                              | -                              | -                              | -                              | 37    | 7     | 9     |
| 2022-2023             | Chamois niortais       | Ligue 2               | 35          | 11          | 5           | 4                     | 0                     | 0                     | -                              | -                              | -                              | -                              | 39    | 11    | 5     |
| Sous-total            | Sous-total             | Sous-total            | 107         | 21          | 20          | 6                     | 0                     | 0                     | -                              | -                              | -                              | -                              | 113   | 21    | 20    |
| 2023-2024             | Clermont Foot          | Ligue 1               | 27          | 1           | 1           | 2                     | 0                     | 0                     | -                              | -                              | -                              | -                              | 29    | 1     | 1     |
| 2024-2025             | Hatayspor              | Süper Lig             | 16          | 4           | 1           | 2                     | 1                     | 2                     | -                              | -                              | -                              | -                              | 18    | 5     | 3     |
| Total sur la carrière | Total sur la carrière  | Total sur la carrière | 189         | 26          | 22          | 10                    | 1                     | 2                     | -                              | 0                              | 0                              | 0                              | 199   | 27    | 24    |

## Palmarès
En 2014-2015, Bilal Boutobba est champion du groupe G de CFA 2 (5e division) avec l'équipe réserve de l'Olympique de Marseille. Il doit ce titre au fait qu'il participe à cinq matchs de championnat. L'été suivant il remporte le championnat d'Europe des moins de 17 ans avec l'équipe de France en participant à l'intégralité des rencontres puis remporte le tournoi international de Lafarge Foot Avenir avec l'équipe de France des moins de 18 ans en septembre 2015.

## Distinctions personnelles
Avec l'équipe de France des moins de 17 ans, il est meilleur passeur de l'Euro 2015.